# Karl Friedrich Bahrdt

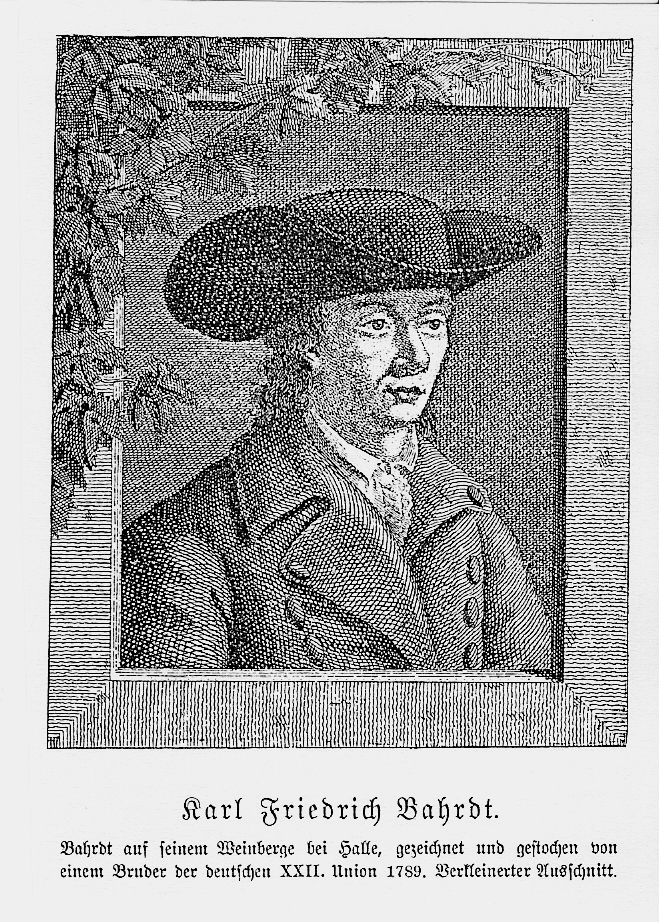
Karl Friedrich Bahrdt.

Karl Friedrich Bahrdt (né le 25 août 1741, à Bischofswerda, en électorat de Saxe et  mort le 23 avril 1792) est un théologien protestant du XVIIIe siècle.

## Biographie
Karl Friedrich Bahrdt professait des doctrines qui paraissaient se confondre avec le socinianisme ou même avec le pur déisme. Il enseigna successivement la théologie et la philosophie à Leipzig, à Erfurt et à Giessen ; forcé de quitter chacune de ces villes où il fut jugé hérétique, il alla s'établir en Suisse, où il dirigea une maison d'éducation ; puis à Halle en Prusse, où il s'attira de nouvelles poursuites par ses pamphlets politiques, et il finit par tenir taverne dans une campagne près de Halle.

## Œuvres
Parmi ses ouvrages, on peut citer : 
- un Essai d'un système dogmatique biblique, 1769 ;
- Nouvelles révélations de Dieu, 1773, condamnés par la cour impériale ;
- Profession de foi, 1779 ;
- l'Almanach des Hérétiques, 1781 ;
- l'Edit de religion, 1788, pamphlet où il raille un édit rendu par le roi de Prusse ;
- une Histoire de sa vie et de ses opinions, 1791.

En 1769, il publia à Leipzig des fragments qu'il avait rassemblés des Hexaples d'Origène.